# Simon Slåttvik
Simon Kaurin Slåttvik (ur. 24 lipca 1917 w Valnesfjord, zm. 3 maja 2001 w Lillehammer) – norweski dwuboista klasyczny i biegacz narciarski, złoty medalista olimpijski i brązowy medalista mistrzostw świata w kombinacji.

## Kariera
W czasie kariery sportowej reprezentował barwy klubu Idrettslaget Stålkameratene. Zaliczał się do ścisłej czołówki światowej w końcówce lat 40. i na początku lat 50. XX wieku. Na mistrzostwach świata w Lake Placid w 1950 roku zwyciężył w konkursie skoków, nie zdołał jednak obronić tego wyniku na trasie biegu. Wyprzedzili go Heikki Hasu z Finlandii oraz inny Norweg Ottar Gjermundshaug, do którego Slåttvik stracił ostatecznie zaledwie 0,2 punktu.
Największy sukces osiągnął jednak dwa lata później, podczas igrzysk olimpijskich w Oslo, gdzie zdobył złoty medal. Simon zwyciężył w skokach i prowadzenia nie oddał w biegu. Ostatecznie wyprzedził drugiego w konkursie Heikkiego Hasu o ponad 4 punkty, a swego rodaka Sverre Stenersena, który zajął trzecie miejsce, o ponad 15 punktów. Na norweskich igrzyskach wystąpił także w biegu na 18 km techniką klasyczną, kończąc rywalizację na piętnastym miejscu. Wystąpił także na mistrzostwach świata w Falun w 1954 roku, gdzie był piąty, chociaż po skokach zajmował trzecią pozycję.
W latach 1948, 1950 i 1951 zwyciężał w zawodach w kombinacji podczas Holmenkollen Ski Festival. Za swoje sportowe osiągnięcia otrzymał medal Holmenkollen w 1951 roku. Był ponadto wielokrotnym mistrzem Norwegii oraz został pierwszym norweskim dwuboistą, który skoczył ponad 100 metrów.

## Osiągnięcia w kombinacji

### Igrzyska olimpijskie
| Miejsce | Dzień     | Rok  | Miejscowość | Konkurencja              | Wynik zwycięzcy | Strata | Zwycięzca |
| ------- | --------- | ---- | ----------- | ------------------------ | --------------- | ------ | --------- |
| 1.      | 18 lutego | 1952 | Oslo        | Indywidualnie K-72/18 km | 451,621         | –      | –         |

### Mistrzostwa świata
| Miejsce | Dzień     | Rok  | Miejscowość | Konkurencja         | Wynik zwycięzcy | Strata | Zwycięzca        |
| ------- | --------- | ---- | ----------- | ------------------- | --------------- | ------ | ---------------- |
| 3.      | 3 lutego  | 1950 | Lake Placid | Duża skocznia/18 km | 455,2           | 3,4    | Heikki Hasu      |
| 5.      | 17 lutego | 1954 | Falun       | Duża skocznia/18 km | 461,1           | 12,7   | Sverre Stenersen |

## Osiągnięcia w biegach

### Igrzyska olimpijskie
| Miejsce | Dzień     | Rok  | Miejscowość | Konkurencja             | Wynik zwycięzcy | Strata | Zwycięzca        |
| ------- | --------- | ---- | ----------- | ----------------------- | --------------- | ------ | ---------------- |
| 15.     | 18 lutego | 1952 | Oslo        | 18 km stylem klasycznym | 1:01:34         | +4:06  | Hallgeir Brenden |